# Żbijowa
Żbijowa [pronunciación en polaco: /ʐbiˈjɔva/] Es un pueblo en el distrito administrativo de Gmina Drużbice, dentro Distrito de Bełchatów, Voivodato de Łódź, en Polonia central. Se encuentra aproximadamente a 4 kilómetros al sureste de Drużbice, a 10 kilómetros al noreste de Serłchatów, y a 39 kilómetros al sur de la capital regional Lodz.
El pueblo tiene una población de 60 habitantes.